# Roncus golemanskyi
Roncus golemanskyi är en spindeldjursart som beskrevs av Bozidar P.M. Curcic 2002. Roncus golemanskyi ingår i släktet Roncus och familjen helplåtklokrypare. Inga underarter finns listade i Catalogue of Life.